# Curt Hunhammar
Curt Henning Hunhammar, född 2 september 1929 i Maria Magdalena församling, Stockholm, död 10 april 1989 i Danderyds församling, var en svensk väg- och vattenbyggnadsingenjör och teknisk direktör. 
Hunhammar, som var son till civilingenjör David Svensson och Anna Sandberg, avlade studentexamen 1949 och utexaminerades från Kungliga Tekniska högskolan 1954. Han var konstruktör vid AB Skånska Cementgjuteriet i Malmö 1954–1960, konstruktionschef där 1960–1964, chef för Elementfabriken i Uppåkra (tillhörig AB Skånska Cementgjuteriet) 1962–1966 och överingenjör/teknisk direktör vid centralförvaltningen för AB Skånska Cementgjuteriet från 1966. Han var styrelseordförande i CBI Betonginstitutet 1986–1989. 
Hunhammar var lektor i husbyggnadskonstruktionslära vid högre tekniska läroverket i Malmö 1961–1963. Han invaldes 1977 som ledamot av Ingenjörsvetenskapsakademien, blev ledamot av Statens planverks råd för stål- och betongnormer 1979 och överstelöjtnant i Väg- och vattenbyggnadskåren samma år.